# Ґарч
Ґарч (пол. Garcz) — село в Польщі, у гміні Хмельно Картузького повіту Поморського воєводства.
Населення — 946 осіб (2011).
У 1975-1998 роках село належало до Гданського воєводства.

## Демографія
Демографічна структура станом на 31 березня 2011 року:
|          | Загалом | Допрацездатний вік | Працездатний вік | Постпрацездатний вік |
| -------- | ------- | ------------------ | ---------------- | -------------------- |
| Чоловіки | 470     | 140                | 295              | 35                   |
| Жінки    | 476     | 146                | 278              | 52                   |
| Разом    | 946     | 286                | 573              | 87                   |